# カナメ

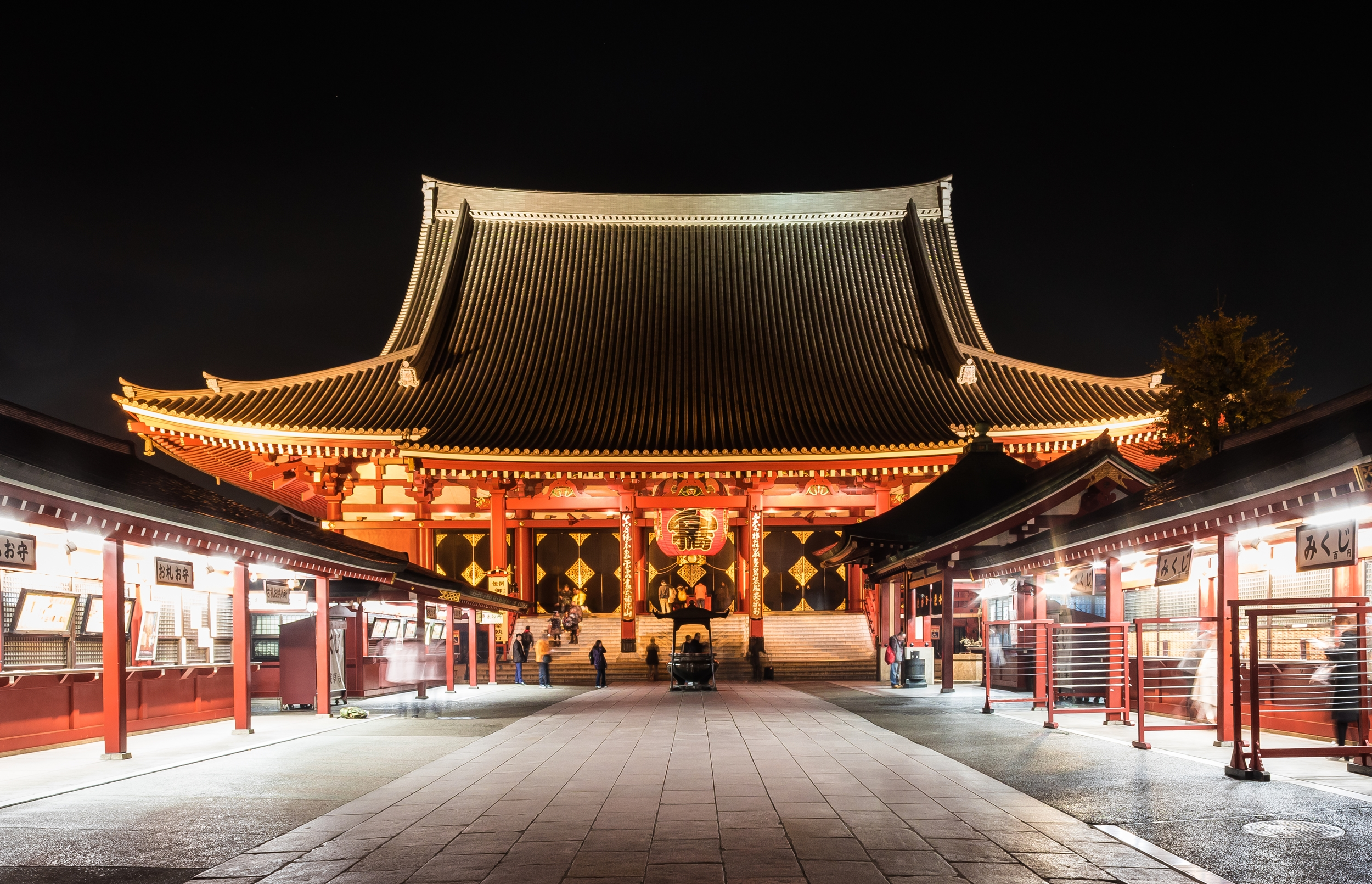
カナメ製チタン瓦を使用した浅草寺本堂

株式会社カナメは、栃木県宇都宮市に本拠を置く、福島県喜多方市発祥の金属屋根製品を扱う企業。

## 概要
長年寺社を中心とした金属瓦を開発。2006年に開発されたチタン成形瓦は、浅草寺に採用された。
チタン素材メーカーである日本製鉄と緊密に連携・開発しており、チタン変色現象に耐える対策を施チタン素材を使用している。同じチタン瓦でも複数の風合いを持たせるよう複数の色調の素材を調達。複数の色調の瓦をランダムに並べることで従来の粘土瓦同様の自然な風合いを表現する。
従来瓦からの大幅な軽量化による耐震特性、災害時に瓦が落下しても被害が軽微なチタン瓦の安全性を特徴とする。

## 主な製品
- 金属屋根（ルーフ事業）
- 太陽光発電
- 神社仏閣（寺社事業）
- 住宅リフォーム（NR事業）

## 歴史
- 1941年（昭和16年）6月 - 福島県喜多方市で渡部要板金工業を創業。
- 1971年（昭和46年）10月 - 株式会社として発足し、栃木県矢板市に矢板営業所を開設。
- 1975年（昭和50年）12月 - 株式会社カナメに社名変更。
- 1978年（昭和53年）
  - 1月 - 純和風金属瓦カナメルーフの開発に成功。本格的金属瓦として各方面にブームを呼ぶ。
  - 11月　宇都宮市に事業本部を新設し、神社仏閣など古典建築研究部門を発足。
- 1983年（昭和58年）11月 - 会社機構改組により宇都宮事業本部を本社とし、喜多方本社を喜多方支店と改称。
- 1989年（平成元年）
  - 5月 - 喜多方工場を「カナメルーフシステム株式会社」として組織変更する。
  - 11月 - 宇都宮市平出工業団地に本社社屋竣工
- 1990年（平成2年）
  - 1月 - 福島県を除く東北地区営業エリアを「株式会社東北カナメ」として組織変更する。
  - 8月 - 屋根改修に加えて、寺院の新築工事へ本格的に参入。
- 2004年（平成16年）7月 - 業界初の洋風金属平瓦「洋瓦王」の開発に成功。
- 2006年（平成18年）8月 - 業界初のチタン成型瓦「カナメチタン段付本瓦葺き」の開発に成功（日本製鉄「TranTixxii」を使用）。
- 2007年（平成19年）
  - 5月 - 浅草寺宝蔵門屋根外装改修工事完了（「カナメチタン段付本瓦葺き」）。
  - 8月 - 「カナメチタン段付本瓦葺き」第二回ものづくり日本大賞経済産業大臣賞を受賞。
- 2009年（平成21年）10月 - ソーラー事業部発足。
- 2010年（平成22年）12月 - 浅草寺本堂屋根外装改修工事完了。子会社のルーフシステム株式会社を吸収合併し、製造、研究ならびに販売を統合。
- 2011年（平成23年）6月 - 那須工場内に新製品開発棟を竣工。喜多方工場より新製品開発部門（R&D）を移転。
- 2012年（平成24年）7月 - 代表取締役社長に吉原正博が就任。
- 2018年（平成30年）10月 -「チタンカナメ段付き本瓦葺き」がグッドデザイン賞を受賞。